# Exochus dilatatus
Exochus dilatatus là một loài tò vò trong họ Ichneumonidae.